# Otto Steinhardt
Otto Steinhardt (Oberhausen, 25 de fevereiro de 1909 — Karlsruhe, 18 de julho de 2000) foi um engenheiro civil alemão. Foi professor de estruturas metálicas na Universidade de Karlsruhe.

## Vida e obra
Após o Abitur Otto Steinhardt estudou engenharia civil na Universidade Técnica de Darmstadt. Após obter o diploma foi por pouco tempo wissenschaftlicher Mitarbeiter de Heinrich Kayser na cátedra de estruturas de aço e concreto armado. Após um pequena interrupção quando trabalhou na indústria, retornou para Darmstadt, onde obteve um doutorado. Em quem mais se espelhou foram Heinrich Kayser, Friedrich Engesser, Fritz Stüssi e Stephen Timoshenko. Após 12 anos de serviço na empresa de construção civil em Stettin Gollnow und Sohn trabalhou com os famosos engenheiros Feige, Beer e Argyris. Após o final da Segunda Guerra Mundial a firma Gollnow foi deslocada para Karlsruhe, onde Otto Steinhardt começou sua atividade docente na Fakultät für Bauwesen da Universidade de Karlsruhe. Em 1949 tornou-se professor ordinário de construção de pontes e estática das construções, sucessor de Ernst Gaber. Seu sucessor em 1978 foi Rolf Baehre.